# Jane Olivor
Jane Olivor (* 1. Januar 1947 in New York City; eigentlich Linda Cohen) ist eine US-amerikanische Pop-Sängerin. Ihr Stil ist einer Barbra Streisand recht nahe: Große Balladen, vorgetragen mit einer sehr emotionalen, starken Stimme. Ihre Musik setzt sich zusammen aus traditionellem (70er Jahre) Pop, Show-Nummern und zarten Balladen, teilweise vom französischen Chanson beeinflusst. Deshalb kam es auch zum Vergleich mit Édith Piaf.

## Biografie
Ähnlich wie Streisand hatte Jane Olivor seit Anfang ihrer Karriere eine große Fan-Gemeinde bei Homosexuellen. In der Manhattaner Club-Szene der frühen 70er Jahre hatte sie sich bereits einen Namen als ausdrucksstarke Interpretin gemacht. 1976 unterzeichnete sie bei Columbia Records einen Plattenvertrag und nahm im selben Jahr ihr Debüt First Night auf. Cover-Versionen wie Vincent (von Don McLean), Come Softly To Me (von den Fleetwoods), Better Days (von Melissa Manchester) oder One More Ride On The Merry-Go-Round (von Neil Sedaka) waren darauf enthalten, Titel die sie schon in ihrem Live-Programm zum Besten gab. Ihre zarte Interpretation von Some Enchanted Evening aus dem Musical South Pacific war ihr erster Kontakt mit den Single-Charts der USA (Platz 91).
Zusammen mit Johnny Mathis sang Olivor 1978 den Song The Last Time I Felt Like This zum Film Same Time Next Year (Hauptrolle: Ellen Burstyn), der später in der Kategorie "Bester Song" für den Oscar nominiert wurde. Mit einem Remake des Chiffons-Klassiker He's So Fine erlangte sie im selben Jahr einen bescheidenen Hit in den Pop-Charts (Platz 77). Als Live-Künstlerin erlebte sie ihren Höhepunkt als Headlinerin im berühmten Greek Theatre in Los Angeles sowie der Carnegie Hall in New York.
Bis 1982 erschienen regelmäßig Alben, die sich zwar solide verkauften (The Best Side Of Goodbye erreichte als höchste Platzierung Platz 58 in den US-Alben-Charts), die Sängerin aber nicht aus der Kult-Star-Ecke befreiten. Zudem litt Jane Olivor an ausgeprägtem Lampenfieber, welches Auftritte schwierig gestaltete. Ein großer Nachteil für eine Sängerin, die gerade in Nachtklubs ihr Publikum findet. Ab 1983 zog sie sich mehr und mehr aus dem Showgeschäft zurück, was auch an Konflikten mit ihrem Plattenlabel Columbia gelegen haben mag. Noch im selben Jahr heiratete sie, erfuhr aber wenig später, dass ihr Mann an Krebs leidet. Er verstarb 1986 und die Sängerin schien endgültig ihre Musiker-Karriere beendet zu haben. Ein Kritiker nannte sie die „Amelia Earhart der Pop-Musik“.
Ab 1993 trat Jane Olivor wieder öfter auf und erlebte dabei ein sehr loyales Publikum, das sie über die Jahre nicht vergessen hatte. Love Decides beendete 2000 auch die 20-jährige Pause vom Aufnahme-Studio. Im Jahr darauf folgte das Weihnachtsalbum Songs Of The Season und 2004 veröffentlichte sie das Live-Album (sowie der gleichnamige DVD) Safe Return.

## Diskografie

### Studio- und Live-Alben
- 1976: First Night (Columbia)
- 1977: Chasing Rainbows (Columbia)
- 1978: Stay the Night (Columbia)
- 1980: The Best Side of Goodbye (Columbia)
- 1982: In Concert (Live) (Columbia)
- 2000: Love Decides (Varese)
- 2001: Songs of the Season (Varese)
- 2004: Safe Return (Live) (PS Classics)

### Kompilationen
- 1981: Enchanted Evening (CBS, nur in Australien)
- 1995: So Fine (Sony)
- 2004: The Best of Jane Olivor (Sony)